# Rafalus desertus
Rafalus desertus är en spindelart som beskrevs av Wesolowska, van Harten 20. Rafalus desertus ingår i släktet Rafalus och familjen hoppspindlar. Inga underarter finns listade i Catalogue of Life.